# Портела, Эна Лусия
Эна Лусия Портела (исп. Ena Lucía Portela; род. 19 декабря 1972, Гавана) — кубинская писательница.

## Биография
Окончила Гаванский университет. Книги писательницы издаются на Кубе и в Испании. В 2007 в рамках Книжной ярмарки в Боготе, мировой столице книги в том году, её имя было включено в список 39 крупнейших латиноамериканских писателей в возрасте до 39 лет.

## Книги
- 1999: El pájaro: pincel y tinta china (роман, премия Сирило Вильяверде от Союза писателей и художников Кубы, UNEAC, 1997)
- 1999: Una extraña entre las piedras (новеллы)
- 2000: El viejo, el asesino y yo (новеллы, премия Хуана Рульфо от Radio Francia Internacional)
- 2001: La sombra del caminante (роман)
- 2002: Cien botellas en una pared (роман, премия Гринцане Кавур, премия французской критики за лучшую латиноамериканскую книгу двух последних лет и др. премии)
- 2006: Alguna enfermedad muy grave (новеллы)
- 2008: Djuna y Daniel (роман)

## Признание
Книги писательницы переведены на многие языки, включая турецкий, они отмечены национальными и зарубежными премиями.